# Josef Labor
Josef Paul Labor (27. června 1842 Velká Víska dnes součást Hořovice – 26. dubna 1924 Vídeň) byl český klavírista, varhaník, hudební skladatel a pedagog.

## Život
Pocházel z hudební rodiny. Otec byl nadšeným amatérským muzikantem a jeho domácnost byla centrem hudebního dění Hořovic a okolí. Do této společnosti patřil i slavný český houslista Josef Slavík. Ve třech letech následkem neštovic oslepl. Rodina se odstěhovala do Vídně a chlapec tam navštěvoval c. k. Slepecký výchovný ústav Matthiase Schlechtera. Kromě toho studoval hru na klavír a kompozici na Konservatorium der Gesellschaft der Musikfreunde (Konzervatoř společnosti přátel hudby). V roce 1863 poprvé veřejně vystoupil jako klavírista i jako skladatel.
V letech 1863–1866 absolvoval sérii velmi úspěšných koncertů v hlavních evropských městech. Na svých cestách se spřátelil s hannoverským králem Jiřím V. Hannoverským, který byl rovněž slepý. Jmenoval ho Královským komorním klavíristou a svěřil mu výuku své dcery. V roce 1866 se Labor usadil ve Vídni. Stal se učitelem hudby a sám studoval hru na varhany, v níž zanedlouho dosáhl rovněž vynikajících výsledků. V roce 1904 obdržel titul Císařský a královský dvorní varhaník a jeho varhanní skladby dodnes patří mezi nejhranější. V roce 1891 se stal členem nově založené Společnosti pro podporu německé vědy, literatury a umění v Čechách. Účastnil se redakce edic Deutsche Tonkunst in Österreich a spolupracoval i na vydávání skladeb rakouských císařů Ferdinanda II., Leopolda I. a Josefa I. (tzv. Kaiserwerke).
Labor měl hluboký zájem o starou hudbu. Mimo jiné vypracoval generální bas k houslovým sonátám Heinricha Ignáce Bibera a k opeře Pomo d’oro Antonia Cesti. Slavil i velké úspěchy jako hudební pedagog. Byl učitelem mnoha významných osobností jako např. Almy Mahlerové, Paula Wittgensteina, či Arnolda Schoenberga. Alma Mahlerová ve svých denících zaznamenala mnoho důležitých informací o svém oblíbeném učiteli. Vyvinul notové písmo pro slepce, jeho rozšíření se však nedočkal.
Velmi se spřátelil rovněž s rodinou Paula Wittgensteina. Při hudebních večírcích, které se Wittgenstein pořádal se seznámil s mnoha předními vídeňskými hudebníky (Johannes Brahms, Clara Schumann, Gustav Mahler, Bruno Walter a Richard Strauss. Když Wittgenstein přišel v 1. světové válce o pravou ruku, byl Labor první, kdo pro něj zkomponoval skladby pouze pro levou ruku. Bratr Paula Wittgensteina, filosof Ludwig Wittgenstein, řadil Labora mezi šest skutečně velkých skladatelů vedle Mozarta, Haydna, Beethovena, Schuberta a Brahmse. Rok před skladatelovou smrtí byl v Rakousku založen Svaz Josefa Labora (Josef-Labor-Bund) s cílem propagovat skladatelova dílo.

## Dílo
Napsal přes 80 skladeb. Komponoval především skladby pro varhany a komorní hudbu. Řada děl vznikla na objednávku Společnosti pro podporu německé vědy, literatury a umění v Čechách nebo byla s její podporou vydána. Většina pozůstalosti je uložena ve Wienbibliothek im Rathaus.

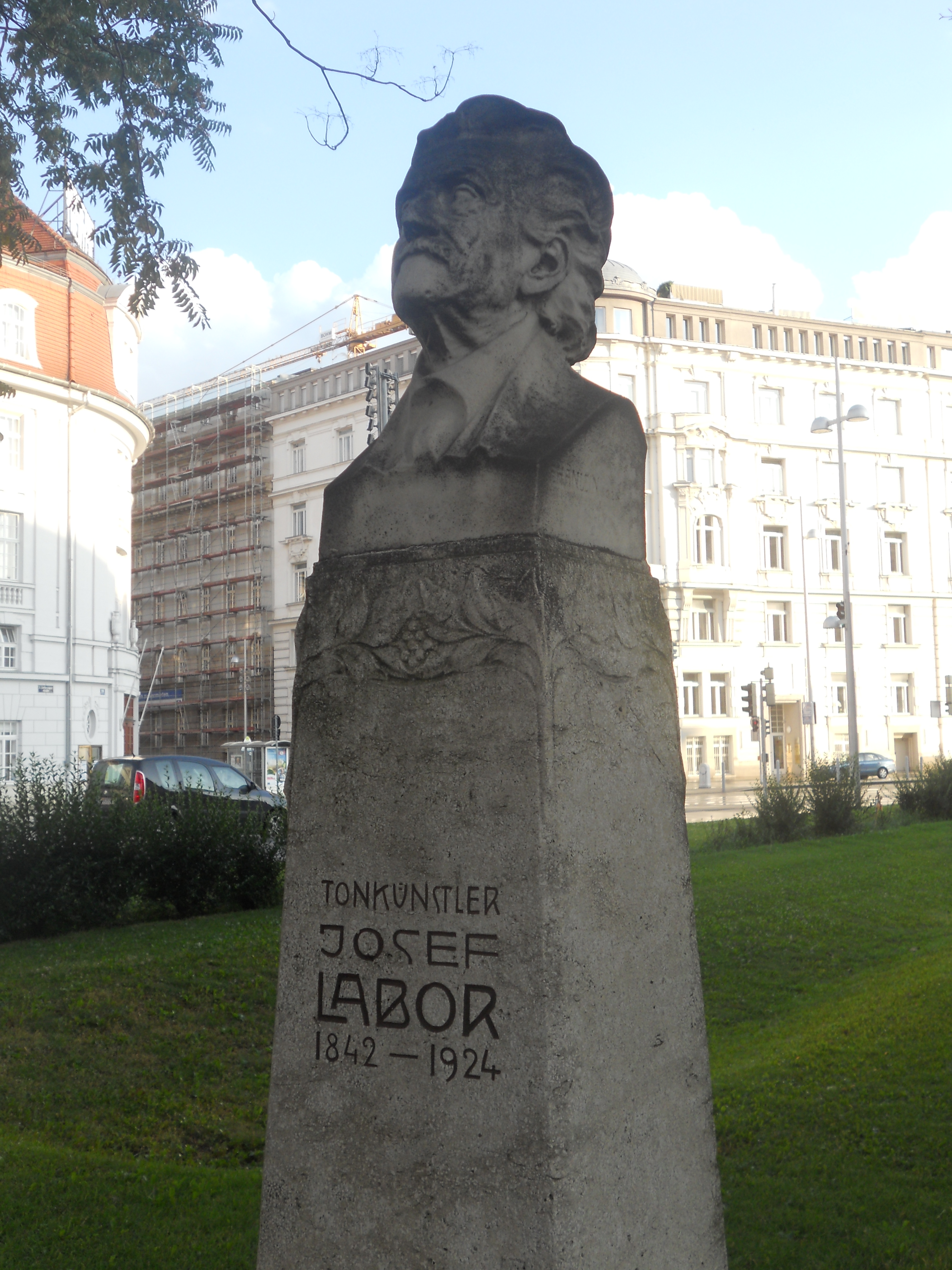
Památník skladatele ve Vídni

### Instrumentální koncerty
- Koncert e-moll pro klavír a orchestr (asi 1867)
- Koncertní kus h-moll pro klavír a orchestr (před 1892)
- Koncertní kus D-dur pro klavír a orchestr (1915)
- Koncertní kus f-moll pro klavír a orchestr (1917)
- Koncert G-dur pro housle a orchestr (1905)

### Komorní hudba
- Kvintet e moll pro housle, violu, violoncello, kontrabas a klavír op. 3 (před 1880)
- Smyčcový kvartet (před 1889)
- Sonáta pro violoncello a klavír A-dur op. 7 (před 1894)
- Klavírní kvintet C-dur op. 6 (1895)
- Kvintet in D-dur pro klarinet, housle, violu, violoncello a klavír op. 11 (1899)Hrob Josefa Labora na vídeňském ústředním hřbitově

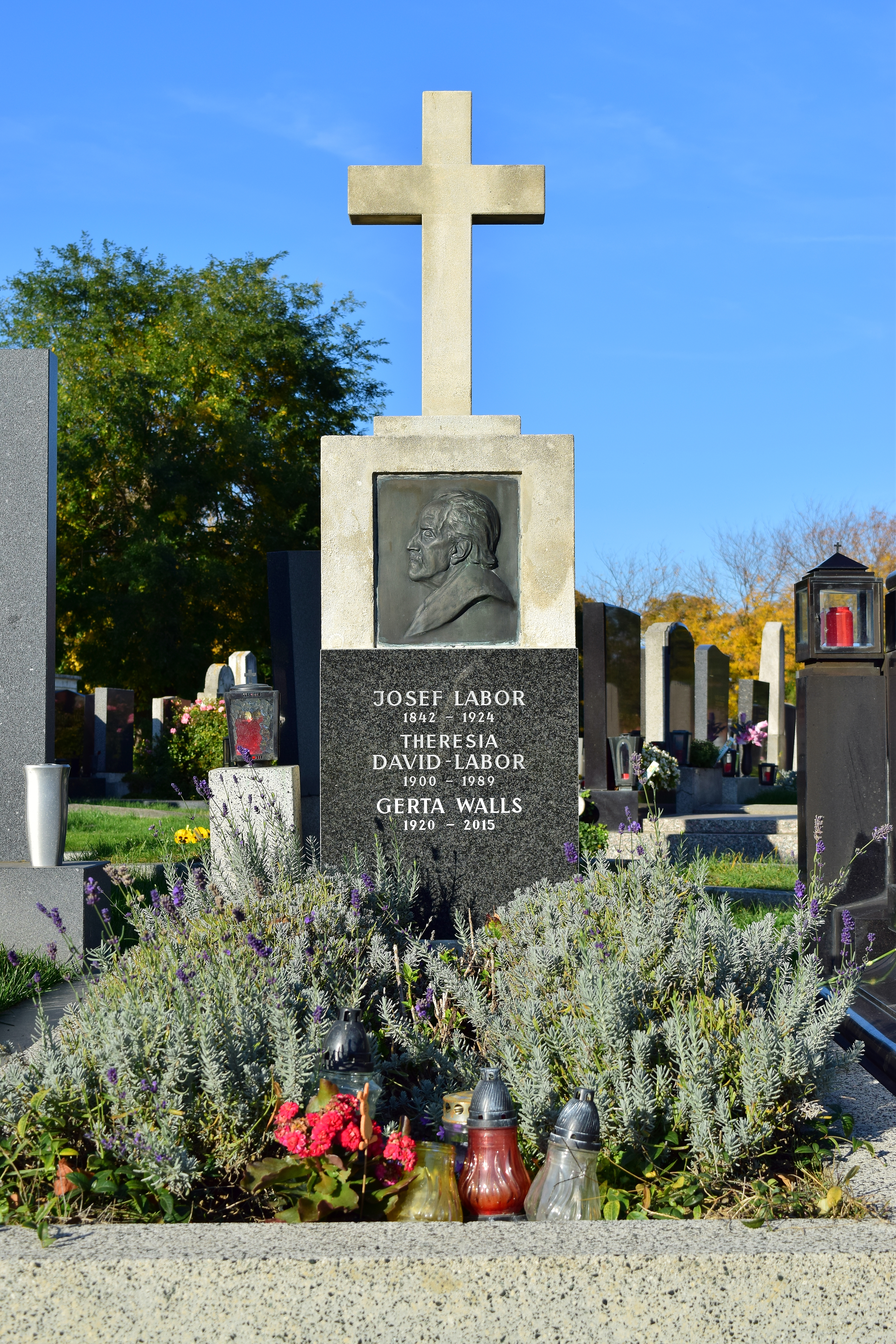
Hrob Josefa Labora na vídeňském ústředním hřbitově

- Trio e moll pro klarinet, violoncello a klavír jednou rukou (1917)
- Trio g moll pro klarinet, violu a klavír (1919)
- Sonáta F-dur pro housle a klavír (1870)
- Sonáta d-moll op. 5 pro housle a klavír (před 1891)
- Sonáta A-dur pro housle a klavír (1914)
- Sonáta E-dur pro housle a klavír jednou rukou (1916)
- Kvintet c-moll pro housle, violu, violoncello a klavír jednou rukou (1916)
- Kvintet D-dur pro hoboj, klarinet, fagot, lesní roh a klavír (1920)

### Klavírní skladby
- Fantasie op. 1 na původní téma pro dva klavíry (před 1866)
- Variace a fuga na téma Carla Czerného op. 4 (1888)
- 5 klavírních kusů op. 8 (před 1897)
- Capriccio Big Ben pro dva klavíry (1901)
- Variace na Chopinovo téma pro dva klavíry (1914)

### Varhanní skladby
- Preludium a fuga na smrt Richarda Wagnera (1883)
- Fantasie na rakouskou hymnu op. 9, k 50. výročí panování císaře Františka Josefa I. (1898)
- 18 gregoriánských preludií (1903–1912)
- Sonáta h moll op. 15 (před 1912)
- Preludium a fuga c moll pro varhany (1913)
- Preludium a fuga na téma BACH (1914).

### Vokální skladby
- Liederkranz (Kruh písní) pro zpěv a klavír (texty Robert Raab, před 1876)
- Justus ut palma florebit pro zpěv sólo, smíšený sbor a varhany (texty žalmů, 1891)
- Sechs Kanons (Šest kánonů) pro ženské hlasy (texty hrabě von Platen, Goethe, K. R. Tauner, Ad. Chamisso, 1905)
- Ein Lied der Trauer (Smuteční píseň) pro sóla, sbor, orchestr a varhany (1906)
- Pater noster pro mužský sbor, smyčcový orchestr a varhany op. 16 (1911)
- Ave Maria in F pro 3 ženské hlasy a varhany (1914)
- Missa in A pro sóla, smíšený sbor a varhany (1918).
- Begrabe deine Toten (Pohřbi své mrtvé) pro mezzosoprán a varhany (1922)